# Пятников, Герман Дмитриевич
Герман Дмитриевич Пятников (23 января 1988, Ленинград, СССР) — российский футболист.

## Карьера
Воспитанник петербургской школы «Смена». Первым тренером был Дмитрий Иванович Михайлов — дядя известного футболиста Андрея Аршавина. Начинал свою карьеру полузащитник в дубле «Зенита». Затем выступал во втором дивизионе за «Смену-Зенит».
Зимой 2011 года уехал в Молдавию, где заключил контракт с клубом «Сфынтул Георге». Всего до окончания сезона в Национальной дивизии провел за команду 12 игр, забил 3 мяча и отдал несколько результативных передач. Летом 2011 года уезжал на просмотр в Испанию, после чего вновь вернулся в Молдавию и перешёл в «Нистру».
В 2012 году Пятников вернулся в Россию. Последним его профессиональным клубом в карьере была петрозаводская «Карелия», где он выступал в 2012—2013 годах. После 2013 года играл любительских мини-футбольных клубах Санкт-Петербурга, самый известный из которых «Золотой».
С 3 сентября 2020 по январь 2021 года выступал за любительский футбольный клуб «Ядро» в Чемпионате Санкт-Петербурга.

### Тренерская карьера
В январе 2021 завершил карьеру футболиста и был назначен помощником главного тренера молодёжной команды «Ядра». 27 сентября 2021 года Герман Пятников был назначен помощником главного тренера основного состава «Ядра».

## Сборная
В 2006 году в составе юношеской сборной России стал бронзовым призёром на Мемориале Гранаткина.